# てんとう虫コミックス
てんとう虫コミックス（てんとうむしコミックス）は、小学館が発行する日本の漫画単行本レーベル。

## 概要
主に『月刊コロコロコミック』、『別冊コロコロコミック』、学年別学習雑誌などに掲載された小学館の児童向け漫画作品を収録している。略称「てんコミ」、「TC（TENTΟMUSI COMICSの略）」。コミックスのロゴマークは星が二つのてんとう虫で、名称は川崎のぼるの漫画およびこれを原作にしたアニメ『てんとう虫の歌』に由来する。1974年8月1日発行の『ドラえもん』第1巻より刊行が始まった。

当初は学習雑誌連載作品もコロコロ連載作品も同じ「てんとう虫コミックス」というレーベルだったが、1980年代半ばより『コロコロコミック』掲載作品は「てんとう虫コロコロコミックス」、『別冊コロコロコミック』掲載作品は「てんとう虫コミックス別コロ版」というサブレーベルに分割され、コロドラゴンのマークが用いられた。てんとう虫コロコロコミックスは2006年7月ごろ、コロコロドラゴンコミックスにレーベル名を変更したが、コロコロコミックスの『大長編ドラえもん』シリーズのみが学年誌掲載作品の『ドラえもん』にレーベルを合わせるため、てんとう虫コミックスのレーベルに戻されている。2009年4月ごろにレーベル名をコロコロコミックスに戻している。その他にてんとう虫コミックス・アニメ版、てんとう虫コミックススペシャル（主に90年代中盤以降の学年誌掲載作品）、てんとう虫コミックススペシャル ぷっち（『ぷっちぐみ』掲載作品）、てんとう虫コミックスライブラリーというレーベル内レーベルがある。
ただし、『コロコロアニキ』掲載作品は、月刊コロコロコミックの増刊ではあるが、青年誌として位置付けられているため、独立レーベルのコロコロアニキコミックスでの刊行であり、てんとう虫コミックススペシャルのサブレーベルとなっている。また、コロコロアニキコミックスは、コロコロコミックで連載（された）作品の傑作選も含まれており、コロコロアニキに掲載された同じ作品の新作が入っていることがほとんどである。

過去には『ぴょんぴょん』連載作品もこのレーベルから発行されており、『ちゃお』併合後も元『ぴょんぴょん』掲載作品で既に刊行されている作品については引き続きこのレーベルで刊行されている。逆に初出が『ぴょんぴょん』に掲載された作品であっても、『ちゃお』に統合された後に初めて発行された作品については、『ちゃおフラワーコミックス』での刊行となっている。また、『ぴょんぴょん』に掲載された作品の「みい子で～す!（おのえりこ）」については、初出はてんとう虫コミックスであるが、続編の『こっちむいて!みい子』に合わせるため、2001年に刊行された新装版では『ちゃおフラワーコミックス』での刊行となっている。

また2004年以降はてんとう虫コミックスで絶版となった作品が主に小学校低学年の読者を対象とした「ぴっかぴかコミックス」で再刊されるケースも出ている。
てんとう虫コミックスで絶版となった漫画作品の一部は、「コミックパーク 小学館オンデマンド」よりコロコロコミックアーカイブズとしてオンデマンド印刷が行われており、2018年5月現在、77作品（コロコロ連載作品は58作品、学習雑誌連載作品19作品）が発売されている。なお、コロコロコミックアーカイブズ版はカバーなしの簡易製本となっている他、表紙の下部の帯色は、少年向け作品はグレー、少女向け作品はブルーとなっている。作品によっては未収録エピソードが収録されている場合がある。なお、「コロコロコミックアーカイブズ」版の価格は、「てんとう虫コミックス」として刊行されていた当時の価格よりも約3倍に設定している他、全巻のセット販売も行っている。
小学館の青少年コミックスの常として、セリフのシーンに読点「、」・句点「。」がついている。

## 形状
サイズは原則として新書判。ただし、スペシャル (B6)などのようにより大判で発行される事もある。

### 表紙カバー
表紙
初期（1974年 - 1976年）は上から順に「TENTŌMUSI COMICS てんとう虫コミックス」の文字列・作品タイトルと巻数・イラスト・作者名のスタイルで主流された。1976年刊行開始分の作品よりデザインを自由化している。そのため、てんとう虫コミックスロゴが左下か右下に移された。「てんとう虫コロコロコミックス」は1994年刊行開始分の作品より一番上に「Tentōmusi CORO CORO COMICS」とコロドラゴンのマークが記載されている。一時期、2006年7月から2009年3月発行分までは文字列を「Tentōmusi CORO CORO DRAGON COMICS」に変更したことがある。
裏表紙
初期（1974年 - 1976年）は白の背景に2つの丸の中に入ったイラスト（そのうち1つは背表紙に描かれてるものと同じ）とてんとう虫コミックスのマークを入れるという形であったが1976年刊行開始分の作品より背景の色を自由化している。「てんとう虫コロコロコミックス」は1994年刊行開始分の作品よりてんとう虫コロコロコミックスのロゴが記載されるようになり2000年ごろからは作品紹介の記載をするようになった。2006年の「コロコロドラゴンコミックス」に改称後は右下にコロコロのロゴマークと「DRAGON COMICS」の文字列、コロドラゴンが書かれるようになっていたが、2009年4月ごろより「コロコロコミックス」のロゴに変更している。
背表紙
上から順に、イラスト・作品タイトル・巻数・コミックスロゴ・作者名・（コード）の順で記載され、最下部には青文字で小学館と記載。基本デザインは当初より変更されていない。ただし細かい変更点としては有無を含めてコードの表記方法が何度か変更されており、最終的に1999年3月発行分から2012年8月発行分までは黒いクラブ（♣）が書かれるようになっていたが2012年9月発行分より空白状態に戻っている。
表紙のそで
作者コメント（縦書き）を載せることが多いが、既刊リストの場合もある。
裏表紙のそで
既刊リストが記載されることが多いが、1980年代後半より作品により関連作品のみのリストになったことがあり、1994年から2000年代前半まで一部の作品が白紙になった時期もある。
備考
初期デザイン（1974年 - 1976年）の頃に発刊された作品については、デザインが自由化された後も従前のデザインを踏襲したままで続刊された。デザインが自由化された後に初めて掲載された作品であっても、例外的に初期デザインで刊行されたものもある。『すうぱあかぐや姫』（室山まゆみ）などが該当する。また、『ドラえもん プラス』、『あさりちゃん 5年2組』に関しても、初期デザインの作品の関連作品となっているため、初期デザインを踏襲した形での刊行となっている。

### 巻末
奥付のページには作者の略歴が記載されている。巻末でページ数が余った場合には、原則として奥付より後ろに既刊の広告や月刊コロコロコミックの広告・最終ページには既刊リストが掲載される。『ドラえもん』に関しては雑誌掲載時の各話のページ数が異なって単行本一冊の規定量に必ずしもきれいに収まらないことから、藤子・F・不二雄の意向で余りのページ分を利用して規定量いっぱいに加筆修正や書き足りなかったコマを補っているため、巻末にある広告ページは存在しない。

### その他
『コロコロコミック』作品によっては雑誌掲載時は奇数ページが存在することもあり、単行本収録時には各エピソード間に空きページが生じてしまう。空きページには作品から流用したカットや描き下ろしイラスト、おまけページが挿入されることが多い。

## 主な作品
○はコロコロコミックアーカイブズで再刊行された作品。

### てんとう虫コミックス

#### 藤子不二雄・コロコロコミックス
- 藤子不二雄→藤子・F・不二雄、藤子不二雄Ⓐ
  - 「オバケのQ太郎」（全12巻）- 2015年刊行、1969年虫コミックス版の新装復刊
  - 「オバケのQ太郎（傑作選）」（全6巻）
  - 「新オバケのQ太郎」（全4巻）[注釈 9]
- 藤子・F・不二雄 / 藤子プロ
  - 「ドラえもん」（全45巻＋0巻)
  - 「大長編ドラえもん」（全24巻）
  - 「ドラえもんプラス」（全7巻）
  - 「ドラミちゃん」（全1巻）
  - 「ウメ星デンカ」（全3巻）[注釈 9]
  - 「21エモン」（全4巻）[注釈 9]
  - 「キテレツ大百科」（全3巻）[注釈 10]
  - 「パーマン」（全7巻）[注釈 11]
  - 「バケルくん」（全2巻）
  - 「みきおとミキオ」（全1巻）
  - 「藤子不二雄少年SF短編集」（全3巻）
  - 「エスパー魔美」（全9巻）[注釈 12]
  - 「チンプイ」（全4巻） - 2017年から2018年にわたって刊行、1997年藤子不二雄ランドスペシャル版の新装復刊
- 藤子不二雄Ⓐ
  - 「怪物くん」（全13巻）
  - 「忍者ハットリくん」（全16巻）
  - 「新・プロゴルファー猿」（全11巻）
  - 「ビリ犬」（全1巻）
- のむらしんぼ
  - 「つるピカハゲ丸」（全25巻）○
  - 「つるピカハゲ丸（コロコロイチバン!版）」（全3巻）
  - 「ほっとけ!コジゾウくん」（全2巻）○
  - 「どすこい!サイぼん」（全1巻）
  - 「あっぱれメガバカBoys」（全2巻）
  - 「ラチェット&クランク ガガガ!銀河のがけっぷち伝説」（全2巻）
  - 「超熱ゲームキッド!! クリエイ太」（全1巻）
- 小林よしのり「おぼっちゃまくん」（全24巻）
- Moo.念平「あまいぞ!男吾」（全16巻）
- たかや健二「かっとび!童児」（全8巻）○
- 河合じゅんじ
  - 「かっとばせ!キヨハラくん」（全15巻）
  - 「ゴーゴー!ゴジラッ!!マツイくん」（全11巻）
  - 「モリモリッ!ばんちょー!!キヨハラくん」（全3巻）
- 徳田ザウルス「ダッシュ!四駆郎」（全14巻）○
- 田中道明「新キテレツ大百科」（全6巻）
- こしたてつひろ
  - 「炎の闘球児 ドッジ弾平」（全18巻）○
  - 「爆走兄弟レッツ&ゴー!!」（全13巻）○
  - 「爆走兄弟レッツ&ゴー!!MAX」（全7巻）
- 立神敦・犬木栄治「秘密警察ホームズ」（全9巻）○
- 沢田ユキオ「スーパーマリオくん」（既刊59巻）
- 樫本学ヴ
  - 「江戸っ子ボーイ がってん太助」（全2巻）○
  - 「学級王ヤマザキ」（全12巻）○
  - 「コロッケ!」（全15巻）
  - 「ぼくはガリレオ」（全10巻）
- 今賀俊「爆球連発!!スーパービーダマン」（全15巻）
- ひかわ博一「星のカービィ デデデでプププなものがたり」（全25巻）
- 須藤ゆみこ「伝説のスタフィー」（全2巻）
- 穴久保幸作
  - 「ポケットモンスター」（全14巻）
  - 「ポケットモンスター R・S編」（全6巻）
  - 「ポケットモンスター D・P編」（全5巻）
  - 「ポケットモンスター HG・SS編」（全2巻）
  - 「ポケットモンスター B・W編」（全4巻）
  - 「ポケットモンスター X・Y編」（全5巻）
- 青木たかお「爆転シュート ベイブレード」（全14巻）
- 曽山一寿
  - 「絶体絶命でんぢゃらすじーさん」（全20巻）
  - 「でんぢゃらすじーさん邪」（全20巻）
  - 「なんと！でんぢゃらすじーさん」（既刊15巻）
  - 「わざぼー」（全6巻）
  - 「わざぼー最終章わざぐぅ!」（全6巻）
  - 「みかくにん ゆーほーくん」（全5巻）
  - 「神たま」（既刊4巻）
  - 「曽山一寿短編集 そやまつり」（全1巻）
- むぎわらしんたろう「ドラベース ドラえもん超野球外伝」（全23巻）
- 松本しげのぶ
  - 「デュエル・マスターズ」（全17巻）
  - 「デュエル・マスターズFE」（全12巻）
  - 「デュエル・マスターズSX」（全9巻）
  - 「デュエル・マスターズ ビクトリー」（全10巻）
  - 「デュエル・マスターズVS」（全12巻）
  - 「デュエル・マスターズ外伝」（全1巻）
  - 「新星輝デュエル・マスターズ フラッシュ」（全1巻）
- おおせよしお「ウズマジン」（全4巻）
- 日下秀憲・山本サトシ
  - ポケットモンスターSPECIAL X・Y（全6巻）

#### その他の作者
- 川崎のぼる「てんとう虫の歌」（全4巻）○
- 永井豪・石川賢「ゲッターロボ」（全4巻）
- 石森章太郎「がんばれ!!ロボコン」（全2巻）
- 山根あおおに「名たんていカゲマン」（全11巻）○
- 吉田忠 「藤子不二雄物語 ハムサラダくん」（全2巻）
- よしかわ進「おじゃまユーレイくん」（全3巻）
- とりいかずよし「ロボッ太くん」（全4巻）
- はしもとみつお 「がんばれ!ドンベ」（全2巻）
- 勝木一嘉「金メダルマン」（全4巻）○
- 永井豪とダイナミックプロ 「キングボンバ」（全2巻）
- 川崎のぼる・畑正憲「ムツゴロウが征く」（全8巻）○
- 山田路子 「さっちん110番」（全7巻）
- 内山まもる
  - 「ザ・ウルトラマン」（全4巻）
  - 「リトル巨人くん」（全15巻）
- 藤原栄子
  - 「うわさの姫子」（全31巻）○
  - 「おはよう姫子」（全8巻）○
- 立石佳太
  - 「超人キンタマン」（全10巻）○
  - 「ザ・超人マン」（全2巻）○
- 室山まゆみ
  - 「あさりちゃん」（全100巻）
  - 「どろろんぱっ!」（全5巻）
  - 「すうぱあかぐや姫」（全3巻）
- たちいりハルコ「パンク・ポンク」（全12巻）○
- みなもと太郎「こちらダイヤル100交番」（全3巻）
- キド・タモツ「ゴリポン君」（全3巻）○
- 方倉陽二
  - 「アカンベー」（全3巻）○
  - 「のんきくん」（全8巻）○
- すがやみつる「ゲームセンターあらし」（全17巻）○
- 桜多吾作
  - 「釣りバカ大将」（全10巻）○
  - 「新釣りバカ大将」（全5巻）○
- 大林かおる「ラジコンボーイ」（全17巻）○
- ながいのりあき「がんばれ!キッカーズ」（全20巻）○
- 青山剛昌ほか「名探偵コナン 特別編」（既刊43巻）
- 斎藤栄一「プラモ天才エスパー太郎」（全3巻）○[注釈 13]

### てんとう虫コミックス・アニメ版
- 映画ドラえもんのび太のパラレル西遊記
- 劇場版ポケットモンスター ミュウツーの逆襲

### てんとう虫コミックススペシャル
- 藤子・F・不二雄「ドラえもん カラー作品集」（全6巻）
- やぶうち優
  - 「少女少年」（全7巻）
  - 「EVE★少女のたまご★」（全1巻）
- たちばな真未「とっても!ぷよぷよ」（全6巻）
- 原作：日下秀憲、漫画：真斗（1 - 9巻）、山本サトシ（10巻 - ）「ポケットモンスターSPECIAL」（既刊52巻）
- 上山徹郎「LAMPO-THE HYPERSONIC BOY-」（全4巻）
- 姫川明「ゼルダの伝説シリーズ」（全9巻）
- さくま良子 「星のカービィ」（全12巻）
- 樫本学ヴ「ヨシモトムチッ子物語」（全2巻）など

### コロコロコミックアーカイブズで初単行本化
- おちよしひこ「GO!GO!ミニ四ファイター」（全3巻）
- あさいもとゆき「ファミコンロッキー」（全9巻）[注釈 13]
- 高瀬直子「夢ちゃんちゃん子」